# Rolf Boysen
Rolf Boysen (* 31. März 1920 in Flensburg; † 16. Mai 2014 in München) war ein deutscher Schauspieler.

## Leben
Boysen absolvierte nach seinem Abitur 1939 in Hamburg eine kaufmännische Lehre und wurde dann Soldat im Zweiten Weltkrieg. Nach seiner Rückkehr aus dem Krieg nahm er Schauspielunterricht und erhielt sein erstes Engagement 1948 am Stadttheater Dortmund. Nach weiteren Stationen in den Schauspielhäusern Kiel, Hannover und Bochum war Boysen von 1957 bis 1968 erstmals Ensemblemitglied der Münchner Kammerspiele. Er arbeitete mit prominenten Theaterregisseuren des vergangenen Jahrhunderts zusammen: So spielte er unter Fritz Kortner 1962 die Titelrolle im Othello von William Shakespeare. Später auch noch in der letzten Inszenierung Kortners vor dessen Tod 1970 Clavigo von Johann Wolfgang von Goethe gemeinsam mit Thomas Holtzmann. Unter Kortner spielte er außerdem den Jean in Fräulein Julie von August Strindberg. Erwin Piscator besetzte ihn als Herzog Alba in Don Karlos von Friedrich Schiller. Die erfolgreichen Jahre in München setzte Boysen 1968 in Hamburg am Deutschen Schauspielhaus fort. Hier blieb er im Ensemble bis 1978, um dann wieder an die Münchner Kammerspiele zurückzukehren. Gastspiele gab er in den 1970er Jahren in Berlin, Wien und Düsseldorf.
Dieter Dorn hatte mit ihm in Berlin die Jagdgesellschaft von Thomas Bernhard inszeniert und war mittlerweile Intendant der Kammerspiele in München geworden. Dorn wurde nun sein wichtigster Regisseur. Boysen blieb an den Kammerspielen, bis Dorn 2001 zum Bayerischen Staatsschauspiel wechselte. Legendär wurde seine jahrelange Verkörperung des König Lear in einer Dorn-Inszenierung. Er spielte den Ulysses in Dorns Inszenierung von Troilus und Cressida an der Seite von Peter Lühr und Sunnyi Melles. Fritz Marquardt besetzte ihn als Nathan der Weise von Gotthold Ephraim Lessing. Thomas Langhoff sah ihn als Serebrjakow in Onkel Wanja von Anton P. Tschechow.
Am Bayerischen Staatsschauspiel gab Boysen als bereits über 80-Jähriger einen bewegenden Shylock in Der Kaufmann von Venedig. In seine Zeit am Residenztheater fallen außerdem die Rollen des Karl in Thomas Bernhards Der Schein trügt und die des Dionysos in den Bakchen von Euripides. Seinen letzten Bühnenauftritt hatte Boysen im Juli 2012 mit der Lesung Der Wij von Nikolai Gogol in der Reihe Nachtseiten des Residenztheaters.
Auch in Filmen war Boysen immer wieder zu sehen, zum Beispiel in Ein Dorf ohne Männer, 1969 mit Peter Weck und Ernst Waldbrunn oder in der 86. Folge von Derrick: Prozente. 1966 erhielt er die Goldene Kamera. Herausragend war seine Darstellung des Wallenstein im Fernsehmehrteiler Wallenstein aus dem Jahre 1978 unter der Regie von Franz Peter Wirth. Ebenso überzeugend konnte er den Herzog von Alba in dem 1982 gedrehten Fernsehfilm Egmont, ebenfalls unter der Regie von Wirth, darstellen.

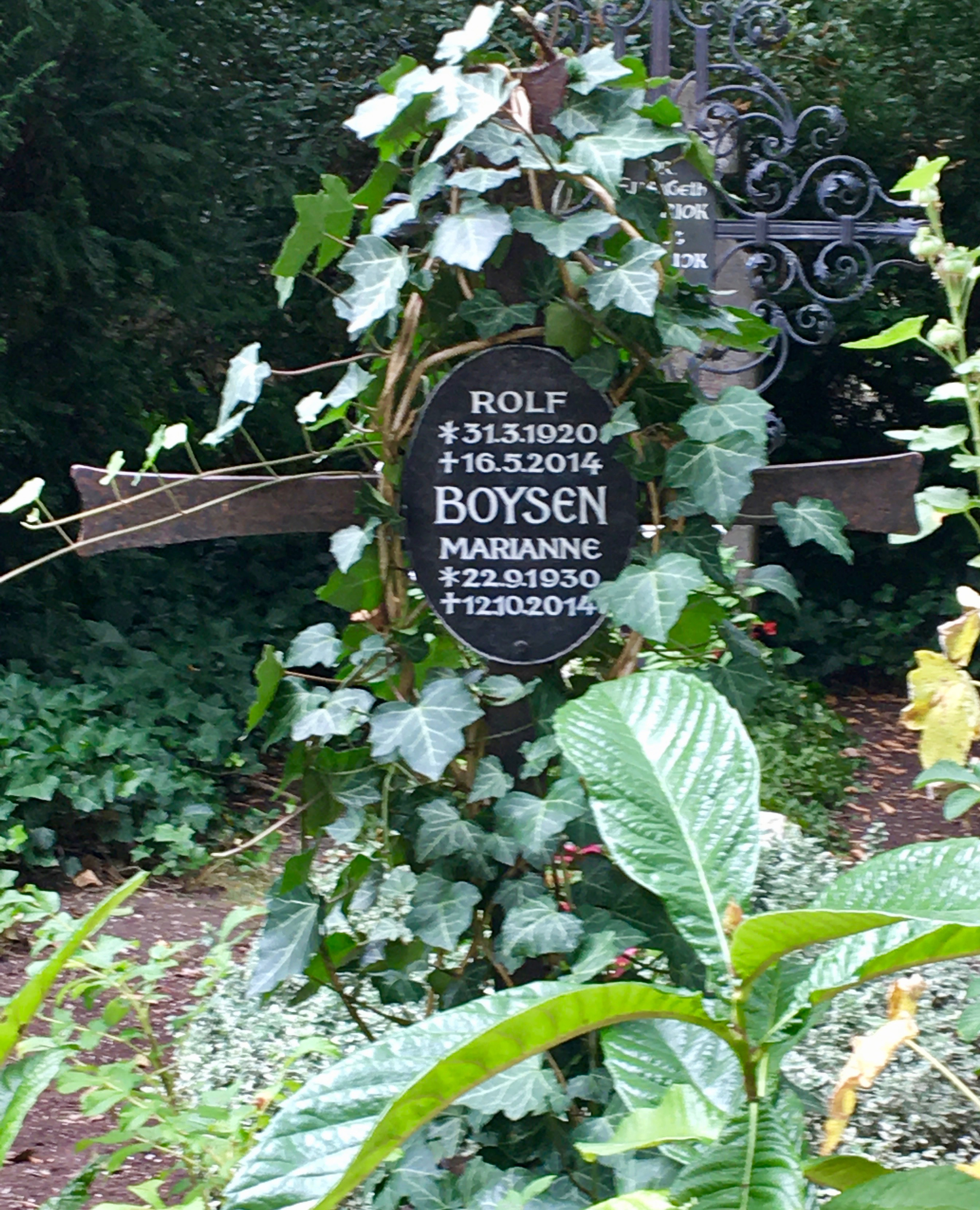
Grab von Rolf Boysen auf dem Friedhof Bogenhausen

Als Synchronsprecher lieh Boysen seine Stimme unter anderem Bela Lugosi (Dracula), Pierre Mondy (Der Graf von Monte Christo, 1961), Leonard Nimoy (Columbo: Zwei Leben an einem Faden), Eli Wallach (Die Sieger) und Peter Jones (Per Anhalter durch die Galaxis).
Er war Vater einer Tochter und zweier Söhne: Markus Boysen ist ebenfalls Schauspieler, und Peer Boysen ist Regisseur und Bühnenbildner.
Rolf Boysen starb am 16. Mai 2014 im Alter von 94 Jahren in München.

## Auszeichnungen
- 1998: Bayerischer Maximiliansorden für Wissenschaft und Kunst
- 1998: Bayerischer Theaterpreis (Ehrenpreis des Bayerischen Ministerpräsidenten)
- 1999: Kultureller Ehrenpreis der Landeshauptstadt München
- 2003: Deutscher Kritikerpreis (Ehrenpreis) zusammen mit Thomas Holtzmann
- 2009: Großes Bundesverdienstkreuz

## Filmografie (Auswahl)
- 1958: Der kaukasische Kreidekreis
- 1960: Hamlet, Prinz von Dänemark (Fernsehfilm)
- 1962: Bekenntnisse eines möblierten Herrn
- 1965: Requiem für eine Nonne (Fernsehfilm)
- 1965: Das Landhaus (Fernsehfilm)
- 1966: Pontius Pilatus (Fernsehfilm)
- 1966: Das Missverständnis (Fernsehfilm)
- 1966: Portrait eines Helden (Fernsehfilm)
- 1966: Der Mann, der sich Abel nannte (Fernsehfilm)
- 1967: Michael Kohlhaas (Fernseh-Siebenteiler)
- 1967: Liebesnächte in der Taiga
- 1968: Die Odyssee (L'odissea) (Fernseh-Mehrteiler)
- 1969: Zehn kleine Negerlein (Fernsehfilm)
- 1969: Das Trauerspiel von Julius Caesar (Fernsehfilm)
- 1969: Ein Dorf ohne Männer (Fernsehfilm)
- 1969: Der Tanz des Sergeanten Musgrave (Fernsehfilm)
- 1970: Wie ein Träne im Ozean
- 1971: Der Zeuge (Fernsehfilm)
- 1972: Der Illegale (Fernsehdreiteiler)
- 1973: Du stirbst nicht allein – Ein deutscher Kriegspfarrer in Paris (Fernsehfilm)
- 1974: Als Mutter streikte
- 1978: Wallenstein (Fernseh-Mehrteiler)
- 1979: Die wunderbaren Jahre
- 1979: Die Buddenbrooks (Fernseh-Mehrteiler)
- 1981: Derrick: Prozente (Fernsehserie, 1 Folge)
- 1983: Die Krimistunde: "Der vergessene Hund" (Fernsehserie, 1 Folge)
- 1988: Ein Sohn aus gutem Hause
- 1990: Der zerbrochne Krug (Fernsehfilm)
- 1992: König Lear (Fernsehfilm)
- 1997: Prinz Friedrich von Homburg (Fernsehfilm)
- 2001: Johann Wolfgang von Goethe: Faust I (Fernsehfilm)
- 2001: Johann Wolfgang von Goethe: Faust II (Fernsehfilm)
- 2003: Die lange Bibel-Nacht (Fernsehsendung, Lesung)
- 2004: Der Kaufmann von Venedig (Fernsehfilm)

## Hörbücher, Hörspiele und Feature (Auswahl)
- 1955: Hans Fallada: Der Trinker – Regie: Ludwig Cremer
- 1959: Alfred Andersch: Der Tod des James Dean – Regie: Friedhelm Ortmann (Feature – SWF/HR/RB)
- 1981: Kurt Klinger: Odysseus muß wieder reisen (Odysseus) – Bearbeitung: Kurt Klinger; Regie: Hans Krendlesberger (Hörspielbearbeitung – ORF)
- 1981: Douglas Adams: Per Anhalter ins All. Hörspiel. Erzähler: Rolf Boysen. Regie: Ernst Wendt, BR/SWF/WDR.
  - Gekürzte Fassung: Per Anhalter durch die Galaxis. der Hörverlag, München, 1997/2005.
- 2002: Diverse: Theater ohne Vorhang (31): Rolf Boysen im Hörspielstudio Bearbeitung und Regie: Klaus Gmeiner, ORF Salzburg
- 2007: Isaak Babel: Budjonnys Reiterarmee und andere Geschichten. Gelesen von Peter Lieck, Wolfgang Engels, Klaus Nägelen u. Rolf Boysen. mOcean OTonVerlag, München.
- Rolf Boysen: Nachdenken über Theater. 2 Audio-CDs. der Hörverlag, München 1998.
- Dante Alighieri: Göttliche Komödie. Übersetzt von Ida u. Walther von Wartburg. 6 Audio-CDs/MP3, Laufzeit: 370 Minuten. der Hörverlag, München 2009.
- Umberto Eco: Der Name der Rose. Hörspiel. Regie: Otto Düben. 6 Audio-CDs, Laufzeit: 331 Minuten. Gelesen von Rolf Boysen (als Malachias von Hildesheim), Ernst Jacobi, Markus Boysen u. a. Regie: Otto Düben. Hörspielbearbeitung von Richard Hey. Regie: Otto Düben, BR/SWF/NDR 1986, 6 CDs. Der Hörverlag, München 2005.
- Wolfram von Eschenbach: Parzival. Gekürzte Lesung. Übersetzt von Wolfgang Spiewok. 7 Audio-CDs, Laufzeit: 535 Minuten. der Hörverlag, München 2010.
- Ernest Hemingway: Der alte Mann und das Meer. Ungekürzte Lesung. 3 CDs. Litraton, Hamburg 1998.
- Homer: Odyssee. Ilias. Gekürzte Lesung. Gelesen von Rolf Boysen u. Thomas Holtzmann. Bearbeitet von Laura Olivi. 2 MP3-CDs/MP3, Laufzeit: 885 Minuten. der Hörverlag, München 2011.
- Heinrich von Kleist: Michael Kohlhaas. 3 Cassetten, Laufzeit: 270 Minuten. Deutsche Grammophon/Universal Music, Berlin 1992.
- Heinrich von Kleist: Novellen. Rolf Boysen liest Die Marquise von O...., Michael Kohlhaas und viele weitere Erzählungen und Anekdoten. 15 Audio-CDs, Laufzeit: 854 Minuten. der Hörverlag, München 2011.
- Ovid: Metamorphosen. Übersetzt von Erich Rösch. Gekürzte Lesung. Regie: Laura Olivi. 6 Audio-CDs/MP3, Laufzeit: 443 Minuten. der Hörverlag, München 2007.
- Herman Melville: Moby Dick. Übersetzt von Richard Mummendey. Texteinrichtung: Hanjo Kesting. Regie: Klaus Stieringer. Produktion des NDR. 10 CDs. Deutsche Grammophon Literatur/Universal Music, Berlin 2007.
- N.N.: Das Nibelungenlied. Gekürzte Lesung. 10 Audio-CDs/MP3, Laufzeit: 692 Minuten. der Hörverlag, München 2008.
- Georges Simenon: Maigret und die Bohnenstange / Maigret und seine Skrupel / Maigret und der gelbe Hund. Jeweils: Bearbeitung: Gert Westphal, Regie: Heinz-Günter Stamm, BR 1961. Jeweils: Der Audio Verlag, Berlin 2005.
- Gottfried von Straßburg: Tristan und Isolde. Gekürzte Lesung. 6 Audio-CDs/MP3, Laufzeit: 426 Minuten. der Hörverlag, München 2010.
- Vergil: Aeneis. Übersetzt von Wilhelm Plankl. Gekürzte Lesung. 6 Audio-CDs/MP3, Laufzeit: 487 Minuten. der Hörverlag, München 2006.